# Sarina
Sarina är en ort i Australien. Den ligger i kommunen Mackay och delstaten Queensland, omkring 770 kilometer nordväst om delstatshuvudstaden Brisbane.
Runt Sarina är det mycket glesbefolkat, med 7 invånare per kvadratkilometer.. Närmaste större samhälle är Hay Point, omkring 17 kilometer nordost om Sarina. 
Omgivningarna runt Sarina är en mosaik av jordbruksmark och naturlig växtlighet. Genomsnittlig årsnederbörd är 1 672 millimeter. Den regnigaste månaden är mars, med i genomsnitt 448 mm nederbörd, och den torraste är september, med 21 mm nederbörd.